# Бланк Аврам Борисович
Аврам Борисович Бланк (08 травня 1933 року в смт Борзна, зараз місто в Чернігівській області — 10 вересня 2007 року у м.Харків) — український науковець, хімік-аналітик, доктор хімічних наук, професор, заслужений діяч науки і техніки України.

## Життєпис
Аврам Борисович Бланк народився 8 травня 1933 року в смт Борзна, зараз місто в Чернігівській області. У 1956 році закінчив Харківський університет. З 1972 року по 1986 рік працював в Інституті монокристалів НАНУ молодшим науковим співробітником та старшим науковим співробітником, начальником сектору. У 1986 році зайняів посаду завідувача відділу. В 1989 році став доктором хімічних наук, наступного року він отримав звання професора, а вже у 1998 року став заслуженим діячем науки і техніки України. В період з 1994 року по 2002 рік займав посаду заступника директора. Він проводив дослідження у галузі аналітичної хімії й матеріалознавства функціонування матеріалів та об'єктів довкілля, метрології хімічного аналізу, кристалізації концентрування домішок у чистих речовинах та рентґенофлуоресцентного аналізу монокристалів і функціонування кераміки. Помер 10 вересня 2007 у м. Харків.

## Нагороди
- Орден «За заслуги» ІІІ ступеня (2003)
- Почесна грамота Кабінету Міністрів України (2007)

## Основні праці
- Анализ чистых веществ с применением кристаллизационного концентрирования. Москва, 1986;
- Проблемы анализа высокочистых сверхпроводящих материалов // Рос. хим. журн. 1994. Т. 38, № 1;
- Метрологические аспекты аналитического контроля состава материалов // ЖАНХ. 1997. Т. 52, № 8;
- Химическая метрология и хемометрика: этимологическое сходство или реальная связь? // Там само. 1999. Т. 54, № 5;
- Аналитическая химия и современное материаловедение // Функцион. материалы для науки и техники. Х., 2001.